# ディートマー・ホップ

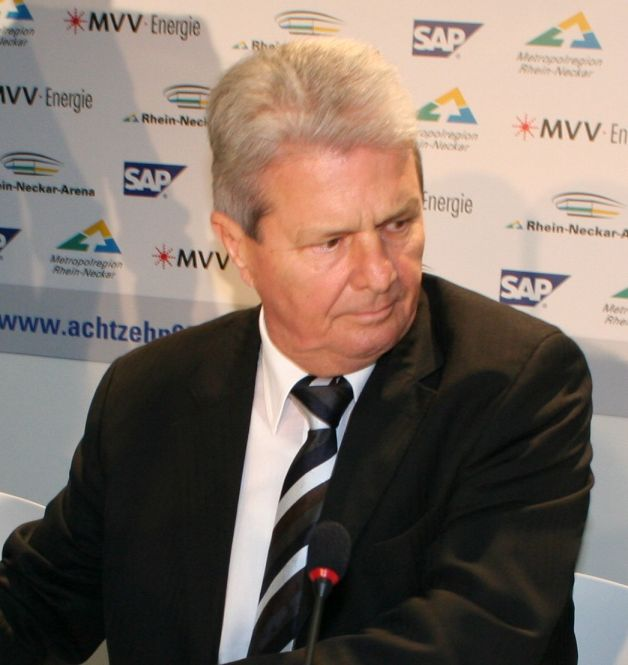
ディートマー・ホップ

ディートマー・ホップ（Dietmar Hopp, 1940年4月26日 - ）は、ドイツ・ハイデルベルク出身の実業家。ソフトウェア会社SAP AGの創業者であり、サッカークラブ・TSG1899ホッフェンハイムの出資者である。

## 人物

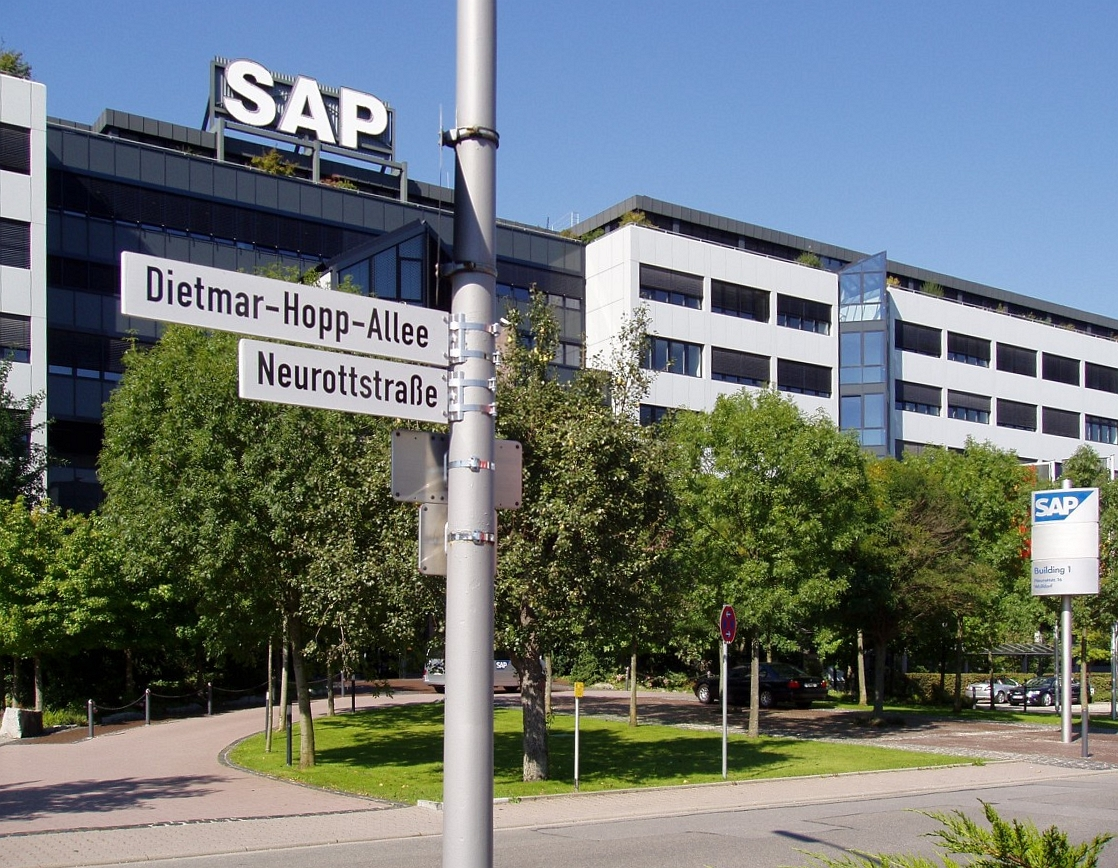
ディートマー・ホップ通り

教師だった父親が糖尿病を患って働けなくなり、少年時代には石炭運搬のアルバイトをして家計を助けたこともある苦労人。1972年にIBMを退社してSAP AGを創業した5人のエンジニアのうちのひとりである。フォーブス誌によって世界で698番目に資産の多い人物と認められ、彼の個人資産は63億ユーロと言われている。2005年6月、SAP AG本社前の通りの名前がディートマー・ホップ通りに改名された。

### TSG1899ホッフェンハイムとの関係
ホップはドイツのサッカークラブ・TSG1899ホッフェンハイムの出資者としても有名であるが、会長ではない。彼は少年時代にホッフェンハイムのユースチームに所属しており、1990年代に入ってから資金援助を行うようになった。当時、ホッフェンハイムは8部相当のリーグに属しており、最初はサッカーボール購入費を提供する程度の関係だったが、次第に援助金額を増やしていった。2006年にはドイツ屈指の理論派監督であるラルフ・ラングニックを招聘し、2年後の2008年にはブンデスリーガの1部に昇格するまでに至った。ホップは6000万ユーロを投じて3万人収容のライン・ネッカー・アレーナを建設した。ブンデスリーガ1部昇格までに投じた資金は1億7500万ユーロに上り、「ドイツ版チェルシーFC」と揶揄されることもあるが、地元のクラブを長期間援助していることがロマン・アブラモビッチと大きく異なるとして、ホップはこの呼び名を嫌っている。